# Sideris Tasiadis
Sideris Tasiadis (Augsburgo, 7 de mayo de 1990) es un deportista alemán que compite en piragüismo en la modalidad de eslalon.
Participó en cuatro Juegos Olímpicos de Verano, obteniendo dos medallas, plata en Londres 2012 y bronce en Tokio 2020, ambas en la prueba de C1 individual, el quinto lugar en Río de Janeiro 2016 y el cuarto en París 2024.
Ganó seis medallas en el Campeonato Mundial de Piragüismo en Eslalon entre los años 2010 y 2022, y doce medallas en el Campeonato Europeo de Piragüismo en Eslalon entre los años 2009 y 2022.
En los Juegos Europeos de Cracovia 2023 consiguió una medalla de oro en la prueba de C1 por equipos.

## Palmarés internacional
| Juegos Olímpicos   | Juegos Olímpicos               | Juegos Olímpicos  | Juegos Olímpicos |
| Año                | Lugar                          | Medalla           | Competición      |
| ------------------ | ------------------------------ | ----------------- | ---------------- |
| 2012               | Londres (Reino Unido)          | Medalla de plata  | C1 individual    |
| 2020               | Tokio (Japón)                  | Medalla de bronce | C1 individual    |
| Campeonato Mundial |                                |                   |                  |
| Año                | Lugar                          | Medalla           | Competición      |
| 2010               | Liubliana (Eslovenia)          | Medalla de plata  | C1 por equipos   |
| 2011               | Bratislava (Eslovaquia)        | Medalla de plata  | C1 por equipos   |
| 2013               | Praga (República Checa)        | Medalla de plata  | C1 por equipos   |
| 2015               | Londres (Reino Unido)          | Medalla de plata  | C1 por equipos   |
| 2018               | Río de Janeiro (Brasil)        | Medalla de bronce | C1 individual    |
| 2022               | Augsburgo (Alemania)           | Medalla de oro    | C1 individual    |
| Juegos Europeos    |                                |                   |                  |
| Año                | Lugar                          | Medalla           | Competición      |
| 2023               | Cracovia (Polonia)             | Medalla de oro    | C1 por equipos   |
| Campeonato Europeo |                                |                   |                  |
| Año                | Lugar                          | Medalla           | Competición      |
| 2009               | Nottingham (Reino Unido)       | Medalla de bronce | C1 por equipos   |
| 2011               | Seo de Urgel (España)          | Medalla de plata  | C1 por equipos   |
| 2012               | Augsburgo (Alemania)           | Medalla de oro    | C1 individual    |
| 2012               | Augsburgo (Alemania)           | Medalla de plata  | C1 por equipos   |
| 2013               | Cracovia (Polonia)             | Medalla de plata  | C1 individual    |
| 2013               | Cracovia (Polonia)             | Medalla de plata  | C1 por equipos   |
| 2015               | Markkleeberg (Alemania)        | Medalla de plata  | C1 individual    |
| 2017               | Tacen (Eslovenia)              | Medalla de oro    | C1 por equipos   |
| 2019               | Pau (Francia)                  | Medalla de bronce | C1 individual    |
| 2021               | Ivrea (Italia)                 | Medalla de bronce | C1 individual    |
| 2022               | Liptovský Mikuláš (Eslovaquia) | Medalla de oro    | C1 por equipos   |
| 2022               | Liptovský Mikuláš (Eslovaquia) | Medalla de plata  | C1 individual    |